# Leonora Duarte
Leonora Duarte (batejada a Anvers, Països Baixos espanyols, el 28 de juliol de 1610 - Anvers, 1678) fou una compositora i música flamenca d'origen jueu.

## Biografia

### L'entorn familiar: Anvers com a refugi dels jueus portuguesos
Leonora va néixer a una família adinerada d'origen portuguès sefardita. Els seus pares foren marrans (jueus conversos), jueus forçats a convertir-se al cristianisme sota la pressió de les persecucions de la Inquisició espanyola o de la portuguesa. La mare de Leonora, Catharina Rodrigues, havia nascut l'any 1584 i morí l'any 1644, mentre que el pare, Gaspar Duarte, havia nascut l'any 1584 i morí l'any 1653. Gaspar es va casar amb Catharina l'any 1609 i fou batejat a Portugal com a catòlic quan tenia aproximadament 33 anys. No s'ha trobat cap document que doni testimoni de quan va ser batejada la mare. Malgrat la seva conversió, la desconfiança vers els marrans era molt forta i eren permanentment vigilats. Per tal d'escapar a la tant temuda Inquisició, la família es va escapar de Portugal.
Es van establir llavors a Anvers, ciutat tolerant d'esperit germànic. Gaspar Duarte juntament amb el seu fill Diego hi construeixen la seva fortuna sobre una empresa local de joieria i de diamants, a més de fer negocis amb el comerç d'obres d'art. La correspondència de la família Huygens constitueix la principal font d'informació sobre els Duarte i fou probablement Constantijn Huygens qui va servir de corredor en el moment de la compra per part de Diego Duarte de la Dama al virginal del pintor Johannes Vermeer. Aquest quadre figura l'any 1682 a l'inventari de la col·lecció d'art de Diego Duarte. Diego fou igualment músic i compositor. La seva col·lecció de quadres en comptava més de 200, de mestres com ara Hans Holbein el Jove, Raffaello Sanzio, Ticià, Peter Paul Rubens i Anton van Dyck.
El matrimoni Duarte van tenir sis fills: Diego (o Jacob, 1612-1691), Leonora, Catharina (nascuda l'any 1614), Gaspar fill (1616-1685), Francisca la Jove (nascuda l'any 1619) i Isabella (1620-1685). L'any 1678, l'any del Tractat de Nimega, tres de les quatre germanes – Leonora, Catharina i Francisca – van morir a conseqüència de la pesta que copeja la ciutat d'Anvers. Els sis fills de Gaspar i Catharina van rebre una educació musical profunda. Van aprendre tots ells a cantar i a tocar instruments tals com el clavicèmbal, el virginal, el llaüt i la viola d'arc, com era costum a l'època als entorns de famílies acomodades.

### La casa dels Duarte: unParnàsanversès

#### Un centre musical, promotor de contactes internacionals
Gaspar fill i la seva germana Francisca foren aparentment aficionades de bon nivell. Gaspar tocava el clavecí i mantenia enllaços estrets amb els grans fabricants de clavecins Ruckers i Couchet. La bonica veu de Francisca va portar Pieter Corneliszoon Hooft a proclamar-la Fransche Nachtegael, o sigui, el rossinyol francès. La casa dels Duarte va esdevenir una llar musical, on s'establien enllaços amb diverses famílies importants dels Països-Baixos i d'Anglaterra. El cercle musical format en la família i els concerts organitzats pels Duarte en ells per entretenir els visitants atraient un gran nombre de personalitats, com ara l'escriptora neerlandesa Anna Roemerszoon Visscher, el compositor anglès d'origen francès Nicholas Lanier, la cantant professional Anne Chabanceau de la Barre i el seu germà Joseph, així com William Cavendish, duc de Newcastle, i la seva dona Margaret. Els Duarte s'interessaren no només en la música sinó també en les ciències, la literatura i la pintura, com en el cas de Constantijn Huygens i del seu fill Christian.

#### Constantijn Huygens i els Duarte
A la seva voluminosa correspondència, Constantijn Huygens menciona sovint i calorosament «la família musical» o «la casa musical» dels Duarte, tot qualificant la seva casa d'un cert «Parnàs anversès», mentre que en general no acostumava a mostrar una actitud condescendent vers la cultura musical del seu país natal. Constantijn Huygens i els seus fils veien la casa dels Duarte com una agradable aturada de carretera durant els seus viatges entre La Haya i París. Els Huygens compartien la passió de la música, de la ciència i de la literatura dels Duarte. Huygens acompanyava els Duarte tocant el seu llaüt o la seva tiorba. Havien adoptat el costum d'enviar-se les cartes d'agraïment després de tals visites que en serveixen de documentació dels viatges i de les estades a casa dels Duarte.

#### Dos anglesos a casa dels Duarte
Un altre testimoni sobre el Parnàs d'Anvers, en tant que entorn musical, és el de l'escriptor memorialista John Evelyn. Descriu un concert que va tenir lloc el 6 d'octubre de 1641, arran del seu viatge als Països-Baixos, al luxós palau dels Duarte al carrer Meir d'Anvers :
«Aquell vespre era el convidat del Senyor Duerts [Duarte], portuguès de naixement i un comerciant extremadament ric del qual he pogut percebre que el palau era moblat com l'és normalment el d'un príncep. Les seves tres filles ens van entretenir amb la seva fantàstica música, tant vocal com instrumental, després què la tarda terminés amb una col·lació agradable».
William Swann, el marit anglès d'Utricia Ogle, la millor amiga musical de Constantijn Huygens, va fer un elogi dels concerts en casa dels Duarte:
«Pel que fa al senyor Warty [Duarte] i les seves filles: els he pogut escoltar. Fan un conjunt fi i harmoniós per a llaüt, viola, virginal i cant. No en dubto que trobareu molt plaer a sentir-los tocar».

#### Francisca i Leonora, cantants en neerlandès
Francisca Duarte, que havia adquirit el sobrenom de rossinyol d'Anvers, és la germana que és esmentada més sovint en la correspondència de Constantijn i de Christian Huygens. Les cartes de Constantijn dels anys 1630 ens mostren que juntament amb Maria Tesselschade Roemers Visscher (Tesseltjen) Leonora formava un duo, acompanyat al clavecí per Dirk Janszoon Sweelinck, el fill del compositor i organista Jan Pieterszoon. La bellesa d'aquesta combinació vocal prou excepcional porta al cunyat de Constantijn Huygens a escriure un epigrama en el seu honor, Ad Tesselam et Duartam cantu nobiles. Una de les peces del seu repertori era la melodia pastoral neerlandesa Aen geen groen heijde. Diverses altres indicacions confirmen que aquest duo cantava en la seva llengua materna.
Francisca posseïa una molt bonica veu i sabia tocar el clavecí; Christian Huygens, que havia visitat a la família al març de 1663, va descriure el seu domini de l'instrument. A més, va fer esment d'una peça musical que havia composta el germà de Francisca, Diego, dotant un aire de sarabanda amb paraules neerlandeses manllevades a cançons flamenques de cultes religiosos. Tres anys més tard, en una carta adreçada a Johann Jakob Froberger, Christian menciona la Signora Francisca d'Anvers i també a les músiques Anna Bergerotti de París i la Signora Casembroot de la Haya, com si volguès esmentar els punts culminants musicals en un viatge cap al nord.

#### Entre música italiana i música francesa
La família Duarte s'interessava no només en la música vocal neerlandesa, sinó igualment en la música en voga provinent de França i d'Itàlia. Als primers anys de la dècada del 1640, Gaspar va enviar a Constantijn Huygens tres peces italianes a tres veus que les seves filles havien cantat. No s'indica enlloc el compositor d'aquestes peces, ni menciona quina de les seves filles les hauria cantat. Cap a la fi del decenni, a les cartes intercanviades entre els dos homes són esmentats madrigals italians que Leonora hauria cantat, com d'altra banda les cançons de moda del compositor parisenc Michel Lambert.
Aquesta situació reflecteix perfectament la barreja dels gustos i dels estils que s'observa al cercle musical dels Duarte. Francisca i Leonora poden ser comparades a les grans cantants virtuoses parisenques Hilaire Dupuy i Anna Bergerotti. La informació fragmentària proporcionada en la correspondència de Constantijn Huygens, permet concloure que la família Duarte havia estat en relació amb l'escena musical parisenca. El fet que Francisca Duarte hagi estat mencionada amb Anna Bergerotti a la carta de Constantijn Huygens a Froberger i que ella i la seva família promovien la música de Lamnbert a Anvers testifiquen tant la fama d'aquest estil com els talents musicals dels Duarte. En el moment del seu viatge de París a Estocolm, la cantant Anne Chabanceau de la Barre i el seu germà Joseph van visitar la família Duarte a Anvers i, és clar, van fer música amb ells.

### Leonora i Diego Duarte com a compositors
Leonora i Diego posseïen prou talent per cantar o per tocar diversos instruments, però sabien igualment compondre la música. Amb un estil jacobí tardà, Leonora va escriure per a un conjunt de cinc violes una sèrie de set fantasies que anomenava simfonies. La biblioteca del Christ Church College a Oxford en posseeix una còpia feta per un escriba professional però proveïda de títols escrits de la mà del pare de Leonora. Les peces testifiquen un talent prou rellevant per ser el fruit del passatemps d'un aficionat. Es pot suposar que Leonora va tenir durant algun temps un mestre de composició, es diu que potser del compositor anglès John Bull, residint a Anvers des de 1615.
El germà de Leonora, Diego, va rebre sens dubte una educació musical equiparable a la dels seus germans i germanes, però s'ignora quin instrument hauria tocat, perquè no ho feia aparentment en presència dels convidats. Se sap, no obstant això, que va musicar diversos poemes de William Cavendish i les paràfrasis dels salms d'Antoine Godeau (1673-1685), dedicades a Constantijn Huygens. Aquestes peces, probablement escrites per a veus i baix continuu, es troben perdudes. Diego Duarte morí l'any 1691, sense deixar descendents. Amb ell el la família s'apagava, com també el Parnàs musical i artístic anversès.